# Сибечи, Альфредо
Альфредо Хуан Сибечи (исп. Alfredo Juan Zibechi (Zibecchi); 30 октября 1895, Монтевидео — 19 июня 1958, Монтевидео) — уругвайский футболист, полузащитник, олимпийский чемпион 1924 года, многократный чемпион Южной Америки и Уругвая по футболу.

## Биография
Альфредо Сибечи — один из самых выдающихся уругвайских футболистов начала XX века. За сборную Уругвая с 1915 по 1924 год он провёл 39 (по другим данным — 38) матчей и забил один мяч. Сибечи — участник семи чемпионатов Южной Америки, в которых он одержал 4 победы вместе с «Селесте», а также множества матчей Кубка Липтона.
Альфредо стал чемпионом Олимпийских игр 1924 года, на которых провёл одну игру с хозяевами турнира, сборной Франции (5:1). На клубном уровне выступал за команды «Уондерерс», а с 1919 года — за «Насьональ», с которым пять раз становился чемпионом Уругвая.
По окончании карьеры футболиста работал в «Насьонале», в том числе несколько лет руководителем клуба.

## Награды
- Чемпион Уругвая (5): 1919, 1920, 1922, 1923 (АУФ), 1924 (АУФ)
- Чемпион Южной Америки (3): 1916, 1920, 1924
- Олимпийский чемпион: 1924